# Next (programa)
Next és un programa de la cadena MTV. Està realitzat especialment per a solters i solteres desesperats per aconseguir parella.

## Temàtica
La seua temàtica consisteix a triar un xic o xica que busque parella. Després, la producció s'encarrega de trobar cinc persones amb perfils distints, els pugen a un autobús i els duen fins a on està el participant.
Un a un van baixant els candidats, si al participant li agrada la persona, ho convidarà a realitzar alguna activitat, pla o cita, si a mesura que passa el temps, veu que no li atrau, no li agrada o simplement no tenen molt en comú, aquest dirà la paraula Next ("següent o pròxim" en anglès) per a "expulsar-lo" i així donar pas al següent concursant.
A mesura que els candidats vagen passant el temps amb el concursant, aquests guanyaran diners, depenent de la quantitat de minuts que hagen passat junts. Si al final de la cita, el participant tria a un dels concursants, aquest tindrà dret a triar una segona cita, o dur-se els diners acumulats; si tria altra cita, aquesta es realitza fora de càmeres i sense guanyar diners. Per cada minut l'home o la dona es guanya US$1. ($500 En Xile)

## Curiositats
- En la versió xilena, el bus, en comptes de ser un bus americà, és un bus Marcopolo Viaggio GV 1000 facilitat al canal Mega per l'empresa Epysa, representant a Xile de la marca de busos brasilera Marcopolo. De manera similar, el vehicle que s'utilitza per a les cites, en comptes de ser una van Ford Econoline, és un jeep Suzuki Gran Nomade.

- En la mateixa versió, hi ha una jove dita Daniela, la qual ha anat 3 vegades al programa, la primera vegada va ser com pretendent on es va dur els diners, la segona vegada va ser com pretendent però va ser rebutjada, i la tercera vegada va ser com protagonista on es va quedar amb un pretendent.

## Programes relacionats
- MTV Exposed
- Next Xile